# Ennio Arlandi
Ennio Arlandi  (né le 21 janvier 1966 à Tortona, Piémont en Italie) est  un joueur d'échecs italien.

## Biographie et carrière
Ennio Arlandi est maître international.
Il fut champion d'Italie à Saint-Vincent, Italie en 2002. Au 65e championnat d'Italie en novembre-décembre 2005, il se plaça deuxième avec 8,5 point sur 11, derrière Michele Godena.
Il a remporté deux médailles d'or individuelles lors des olympiades d'échecs : en 1988 (5,5 points sur 7 à l'échiquier de réserve) et 1994 (7,5 points sur 9 au troisième échiquier).

## Sources
- (br) Cet article est partiellement ou en totalité issu de l’article de Wikipédia en breton intitulé « Ennio Arlandi » (voir la liste des auteurs).